# Biclonuncaria parvuncus
Biclonuncaria parvuncus es una especie de polilla de la familia Tortricidae. Se encuentra en Minas Gerais, Brasil.

## Descripción
La envergadura es de aproximadamente 12 mm. El color de fondo de las alas anteriores es color crema con una débil mezcla de color marrón amarillento.

## Etimología
El nombre de especie se refiere al tamaño del uncus y se deriva del latín parvus (que significa pequeño).